# 18171 Romaneskue
18171 Romaneskue è un asteroide della fascia principale. Scoperto nel 2000, presenta un'orbita caratterizzata da un semiasse maggiore pari a 2,3856231 UA e da un'eccentricità di 0,1763346, inclinata di 2,16431° rispetto all'eclittica.